# Omalogyridae
Omalogyridae är en familj av snäckor. Enligt Catalogue of Life ingår Omalogyridae i ordningen Heterostropha, klassen snäckor, fylumet blötdjur och riket djur, men enligt Dyntaxa är tillhörigheten istället ordningen Mesogastropoda, klassen snäckor, fylumet blötdjur och riket djur. Enligt Catalogue of Life omfattar familjen Omalogyridae 5 arter.
Kladogram enligt Catalogue of Life och Dyntaxa:
| Omalogyridae | \| \| Ammonicera \| \| \| \| \| \| Omalogyra \| \| \| \| |
|              | \| \| Ammonicera \| \| \| \| \| \| Omalogyra \| \| \| \| |
|              | Acteonidae                                               |
|              |                                                          |
|              | Amathinidae                                              |
|              |                                                          |
|              | Architectonicidae                                        |
|              |                                                          |
|              | Cornirostridae                                           |
|              |                                                          |
|              | Ebalidae                                                 |
|              |                                                          |
|              | Hyalogyrinidae                                           |
|              |                                                          |
|              | Mathildidae                                              |
|              |                                                          |
|              | Pyramidellidae                                           |
|              |                                                          |
|              | Rissoellidae                                             |
|              |                                                          |
|              | kamgälsnäckor                                            |
|              |                                                          |
|              | Xylodisculidae                                           |
|              |                                                          |
|              | Ammonicera                                               |
|              |                                                          |
|              | Omalogyra                                                |
|              |                                                          |

|  | Ammonicera |
|  |            |
|  | Omalogyra  |
|  |            |